# Proteasläktet

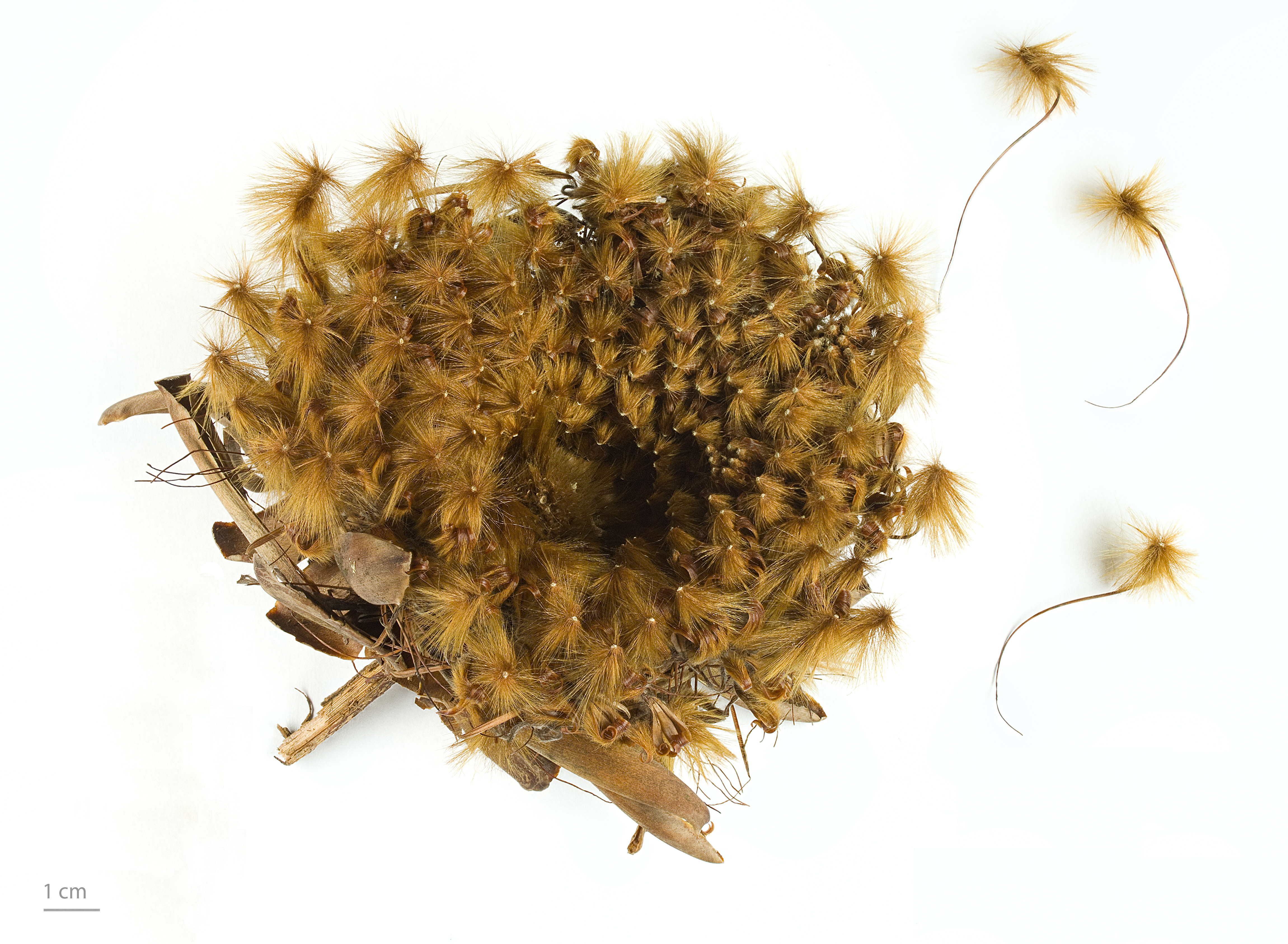
Protea madiensis

Proteasläktet (Protea) är ett släkte i familjen proteaväxter. Det finns 115 arter och de är städsegröna buskar och små träd som ursprungligen kommer från Afrika. Den största artrikedomen finns i fynbos-området i Sydafrika. 
Protea cynaroides är Sydafrikas officiell nationalblomma, och betraktas i landet som en symbol för hopp och utveckling.
De flesta arterna blir 1–3 meter höga och är bekanta framför allt för sina iögonenfallande blommor. De blommar lång tid, ofta flera månader och blomfärgen är vanligen gul, orange, röd, rosa, lila och vit i olika nyanser. Växternas blad är gröna, läderartade och ofta håriga.
Protea-arterna trivs bäst i soliga lägen och i väldränerad, kemiskt sur jord.